# Station Rothau
Station Rothau is een spoorwegstation in de Franse gemeente Rothau.